# Otto von Dorgelo

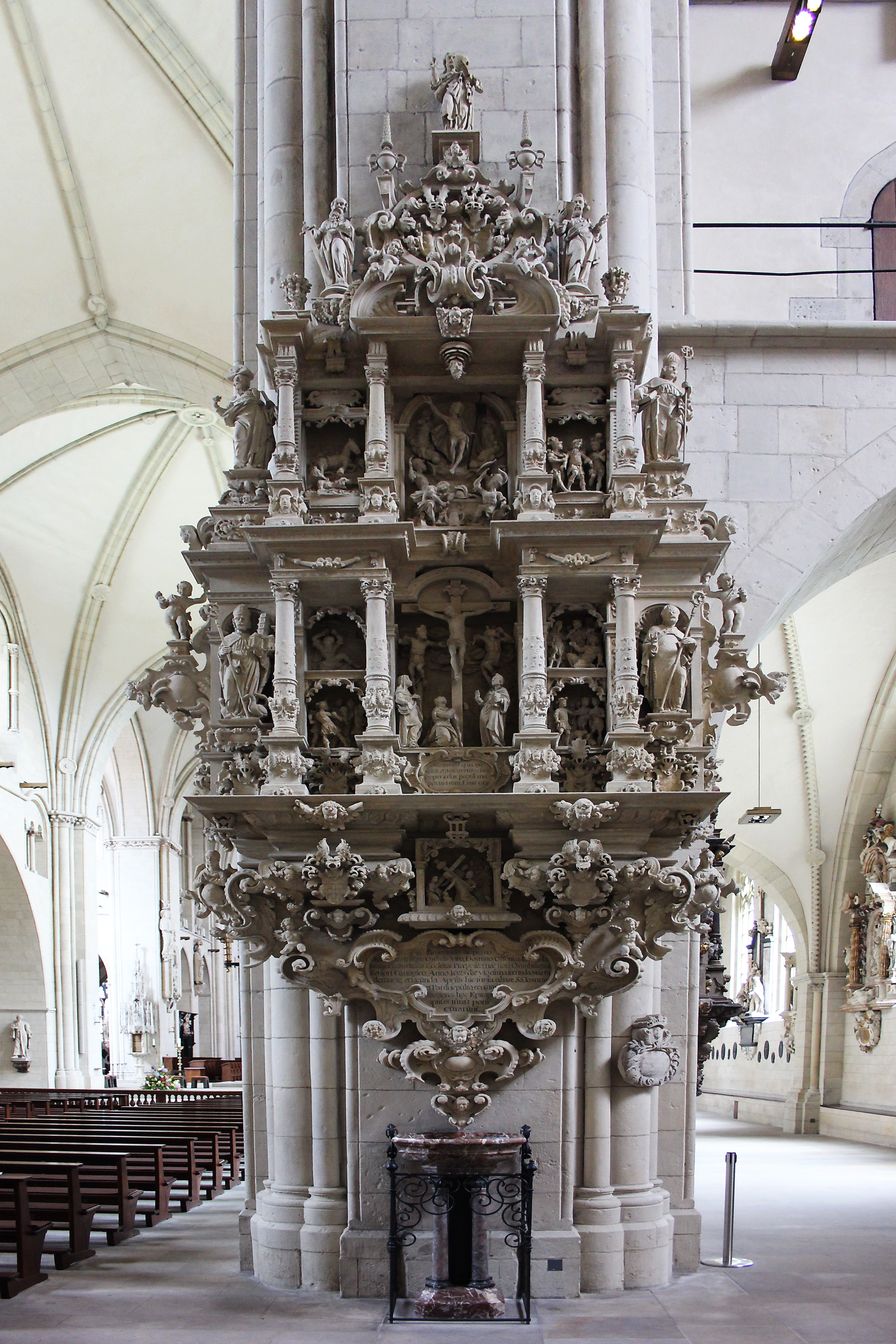
Epitaph des Dompropstes Otto von Dorgelo im Dom zu Münster,
Inschrift: ADMODUM REVERENDO AC PRAENOBILI EQUESTRISQUE ORDINIS VIRO DOMINO OTTONI A DORGELO, HUIUS CATHEDRALIS ECCLESIAE PRAEPOSITO, NEC NON OSNABRUGENSIS SENIORI CANONICO ANNO 1625 DIE VIGESIMA SECUNDA MARTII DEFUNCTO ET SECUNDA APRILIS HIC IUXTA ALTARE SS. JOANNIS ET PAULI SEPULTO CONSTITUTI EXECUTORES HOC EPITAPHIUM, IPSIUS IUSSU PONI CURARUNT – „Dem hochwürdigen und edlen Ordensritter Herrn Otto von Dorgelo, Propst dieser Domkirche wie auch Senior des Domkapitels zu Osnabrück, der am 22. März 1625 verstorben und am 2. April hier am Altar der heiligen Johannes und Paulus begraben ist, haben die eingesetzten Testamentsbevollmächtigten auf sein Geheiß dieses Epitaph setzen lassen“.

Otto von Dorgelo (* 22. Oktober 1565; † 24. März 1625 in Münster) war Dompropst im Domkapitel Münster.

## Leben

### Herkunft und Familie
Otto von Dorgelo wurde als Sohn des Otto von Dorgelo zu Brettberg (1525–1584) und der Elisabeth von Korff gen. Schmising (1530–1605) geboren. Er war das neunte Kind der Eheleute, die beide aus einem uralten westfälischen Adelsgeschlecht stammten.

### Werdegang und Wirken
Während seines sechsjährigen Studiums am Collegium Germanicum in Rom erhielt Otto das nötige Rüstzeug für seine spätere Tätigkeit. Als Diakon und auch Domherr in Osnabrück tätig, erhielt er am 15. Juni 1590 nach dem Tode des Adrian von Wrede ein Domkanonikat in Münster. Er wurde auf die Geschlechter Dorgelo, Schmising, Weddesche und Hoberg aufgeschworen. Bei der Wahl des Dompropstes – als Nachfolger von Ferdinand von Bayern – am 21. März 1612 stimmten von den achtzehn Wählern nur sieben für ihn. Wegen der fehlenden Mehrheit war die Wahl ungültig. So einigte man sich einen Tag später – um Schwierigkeiten mit dem Papst zu vermeiden – auf einen Kompromiss und stimmte einheitlich für Dorgelo. Lothar von Metternich, Kurfürst und Erzbischof von Trier, hatte zwischenzeitlich beim Papst um eine Provision für seinen Verwandten Johann Reinhard von Metternich gebeten. Nach dem Protest des Domkapitels war Metternich bereit, diese Auseinandersetzung ruhen zu lassen unter der Bedingung, ihn beim nächsten frei werdenden Amt zu berücksichtigen.
Otto galt als „Säule des Katholizismus“ bei der Rekatholisierung des Niederstifts Münster, das von 1543 bis 1613 lutherisch gewesen war.
Außer dem Epitaph erinnern eine Steinfigur des hl. Lambertus (1600) und ein Gemälde am Hochaltar (1622) an Otto von Dorgelo als Stifter.
Er starb am 24. März 1625 und fand einige Tage später, am 2. April, seine letzte Ruhestätte neben dem Altar des Hl. Johannes und Hl. Paulus im Dom zu Münster.